# La Grande Danse macabre
Albums de Marduk
Infernal Eternal
(2000) Blackcrowned
(2002)
La Grande Danse macabre est le septième album studio du groupe de black metal suédois Marduk. L'album est sorti le 5 mars 2001 sous le label Century Media Records.
Cet album clôt la trilogie du sang, de la guerre et de la mort, la vision que Marduk a du black metal. Le thème du premier volet, Nightwing, était le sang, celui du suivant, Panzer Division Marduk, était la guerre et le thème de celui-ci est donc la mort.
C'est le dernier album du groupe enregistré avec le batteur Fredrik Andersson.

## Musiciens
- Legion – chant
- Morgan Steinmeyer Håkansson – guitare
- B. War – basse
- Fredrik Andersson – batterie

## Liste des morceaux
1. Ars Moriendi – 1:51
2. Azrael – 3:06
3. Pompa Funebris 1600 – 2:36
4. Obedience unto Death – 3:16
5. Bonds of Unholy Matrimony – 7:03
6. La Grande Danse Macabre – 8:11
7. Death Sex Ejaculation – 5:11
8. Funeral Bitch – 4:58
9. Summer End – 4:41
10. Jesus Christ... Sodomized – 4:33